# Drahomanove, Henicesk
Drahomanove (în ucraineană Драгоманове) este un sat în comuna Stokopani din raionul Henicesk, regiunea Herson, Ucraina.

## Demografie
Componența lingvistică a localității Drahomanove
     Ucraineană (97,04%)
     Rusă (2,96%)
Conform recensământului din 2001, majoritatea populației localității Drahomanove era vorbitoare de ucraineană (97,04%), existând în minoritate și vorbitori de rusă (2,96%).